# Thomas Molnar
Thomas Molnar (Boedapest, Hongarije, 26 juni 1921 - Richmond (Virginia), 20 juli 2010) was een katholieke Hongaars-Amerikaanse historicus en filosoof.
De conservatieve Molnar schreef tientallen boeken in het Engels en in het Frans over onder meer onderwijs, religieuze vraagstukken en politiek.
- Bibsys: 90140300
- Biblioteca Nacional de España: XX1183550
- Bibliothèque nationale de France: cb11916452v (data)
- CiNii: DA06248789
- Gemeinsame Normdatei: 1024783227
- International Standard Name Identifier: 0000 0001 1030 3572
- Library of Congress Control Number: n50003749
- Nationale Bibliotheek van Letland: 000343794
- Nationale Bibliotheek van Tsjechië: skuk0000902
- Nationale bibliotheek van Australië: 36490306
- Nationale Bibliotheek van Israël: 987007462941005171
- Nationale Bibliotheek van Polen: a0000001908340
- Nationale en Universitaire bibliotheek Zagreb: 000058621
- Nederlandse Thesaurus van Auteursnamen: 068499647
- Réseau des bibliothèques de Suisse occidentale: 02-A000115149
- Système universitaire de documentation: 027033821
- Virtual International Authority File: 85154781
- WorldCat: E39PBJkhKPthjBMfd6QPyctHYP